# Léon Dormeuil
Pour les articles homonymes, voir Dormeuil (homonymie).
Léon Xavier Contat Desfontaines dit Léon Dormeuil, né le 17 septembre 1824 à Paris 9e et mort le 5 juillet 1882 à Asnières, est un directeur de théâtre français.

## Biographie

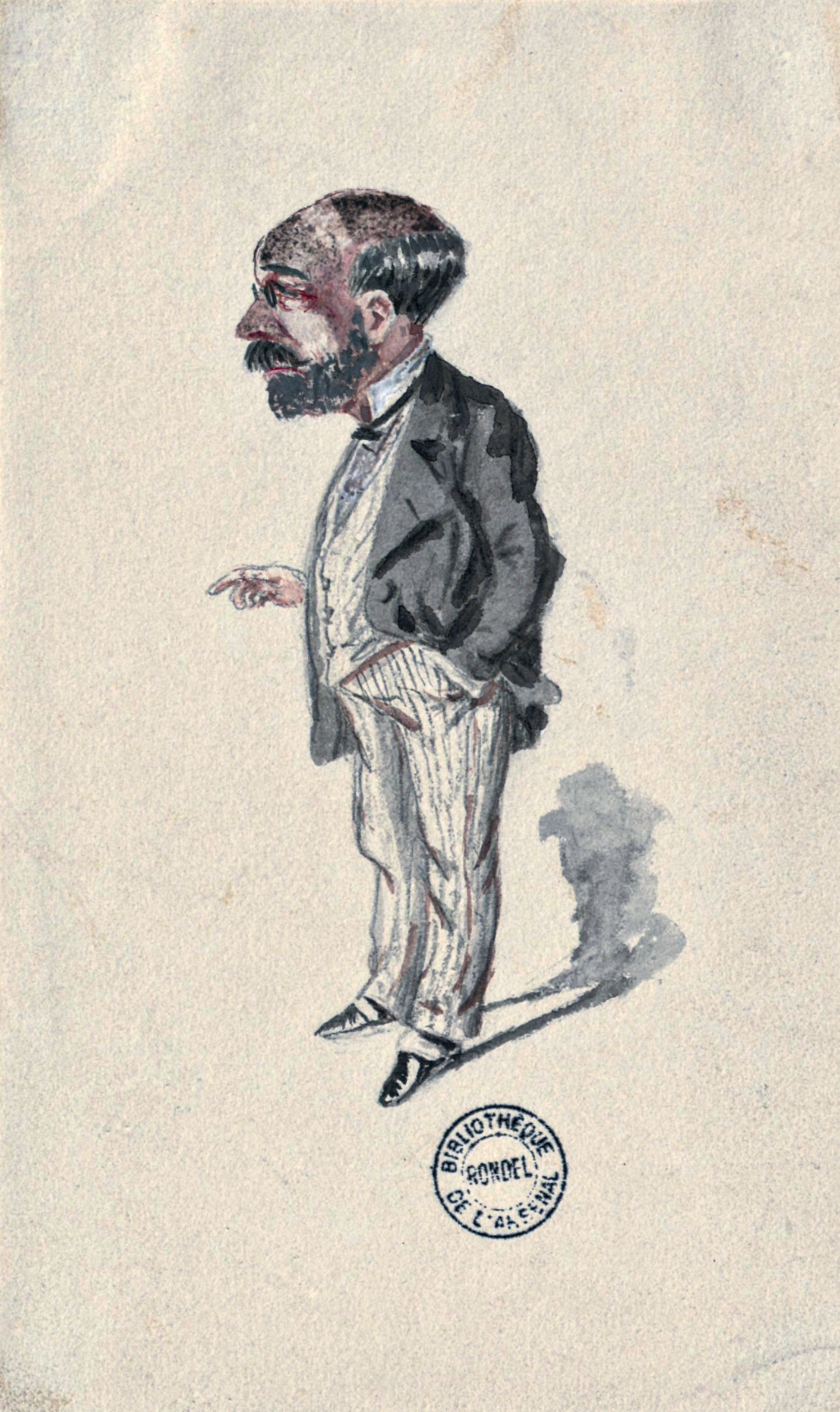
Aquarelle de Lhéritier.

Fils du directeur-fondateur du théâtre du Palais-Royal, Joseph Jean Contat Desfontaines, dit Dormeuil, il lui a succédé, en 1860, à la direction de cette scène, où il a eu pour associés Francis de Plunkett et, à partir de 1869, Adolphe Choler.
Au cours de près de deux décennies, le théâtre du Palais-Royal a connu, sous sa direction, de longues années de prospérité, grâce à des dramaturges comme Eugène Labiche, Edmond Gondinet, Henri Meilhac, Lambert-Thiboust, Eugène Grangé, Alfred Delacour, Henri Chivot, Théodore Barrière, Henri Chivot ou Alfred Duru, avec la mise à l’affiche d’une série d’ouvrages amusants, comme La Station Champbaudet, Célimare le bien-aimé, la Cagnotte, Un pied dans le crime, le Plus Heureux des trois, Doit-on le dire ?, la Vie Parisienne, Gavaut, Minard et Cie, le Panache, le Homard, le Brésilien, Tricoche et Cacolet, le Réveillon, la Boule, les Mémoires de Mimi Bamboche, le Passé de Nichette, la Beauté du Diable, la Mariée du Mardi-Gras, Une corneille qui abat des noix, les Jocrisses de l’amour, les Diables roses, le Supplice d'un homme, le Carnaval d'un merle blanc, les Locataires de M. Blondeau, la Sensitive, la Consigne est de ronfler et autres chefs-d’œuvre, qu’une troupe de comiques chevronnés comme Geoffroy, Ravel, Gil-Pérès, Lhéritier, Jules Brasseur, Lassouche, Hyacinthe, Sainville, Alcide Tousez, Virginie Déjazet, Félicia Thierret, Céline Montaland, Léopold Delannoy (d) , Robert Auguste Priston (d) , etc. interprétait supérieurement. Autant d’énormes succès qui ont fait la prospérité et la renommée durable de ce théâtre.
À la retraite de ses associés, il a suivi leur exemple, en cédant la place aux directeurs Briet et Delcroix, en 1880, pour reprendre, l’année suivante, la direction du théâtre des Menus-Plaisirs, du 14 du boulevard de Strasbourg. La première année de cette nouvelle direction a été calamiteuse : ayant entrepris d’agrandir, embellir et transformer à grand frais cette salle louée 80 000 francs à son propriétaire, Louis Cantin, la livraison du théâtre achevé qu’on lui avait promise pour le 1er septembre a eu près de quatre mois de retard.
Bien que plus spécialement voué aux théâtres littéraires, Dormeuil, qui possédait également des inclinations et des tendances musicales, a ouvert la Comédie-Parisienne, le 4 avril 1881, avec la Reine des Halles, une pièce à musique pour laquelle Louis Varney avait écrit la partition et dont Thérésa était la protagoniste. Après une courte campagne peu prospère, il a cherché toutes les combinaisons imaginables pour faire vivre ce théâtre, qu’il avait imaginé de renommer « Comédie-Parisienne », sans que le succès ne réponde, dans les premiers temps, à ses espérances, malgré sa salle, une des plus coquettes de Paris, et la composition de sa troupe.
Cinq mois avant sa mort, alors que la situation de la Comédie-Parisienne avait commencé à s’améliorer, avec deux succès, une amusante revue, Tant mieux pour elle, et le véritable et franc succès d’une charmante comédie en trois actes d’Henri Crisafulli et Henri Bocage, Une perle, où Céline Chaumont, Saint-Germain et Joseph-François Dailly avaient attiré tout Paris, sa mort est venue remettre en question les destinées du théâtre auquel il avait consacré tous ses efforts, lorsqu’il a succombé à une hémorragie survenue à la suite de l’opération d’un anthrax sur le cou.
À ses obsèques, à Asnières, où il demeurait, un grand nombre d’artistes et d’amis assistaient à la cérémonie conduite par son fils . Sa veuve semble avoir un temps nourri le projet de conserver l’exploitation de la Comédie-Parisienne en compagnie de cinq commanditaires, avec un parent comme directeur.